# Mail & Guardian
Mail & Guardian ist eine überregionale südafrikanische Wochenzeitung. Sie erscheint bei dem Verlag M&G Media, dessen Haupteigentümer mit einem Anteil von 87,5 Prozent der simbabwische Medienunternehmer Trevor Ncube, der auch als Vorstandsvorsitzender fungiert, ist, weitere 10 Prozent werden von der britischen Zeitung The Guardian gehalten. Mail & Guardian ist damit eine der wenigen südafrikanischen Zeitungen, die nicht zu den vier Medienkonzernen CTP/Caxton, SIM (bis 2013 Independent News & Media), Times Media Group (ehemals Johnnic Communications) und Naspers gehören.
Der Redaktionssitz der Zeitung befindet sich in Johannesburg, Chefredakteurin war von 2004 bis 2009 Ferial Haffajee. Sie war die erste Frau, die eine solche Position in einer bedeutenden südafrikanischen Zeitung antrat. Die Auflage betrug im vierten Quartal 2015 etwas über 33.000 Exemplare.

## Geschichte
Die Zeitung wurde Anfang 1985 zunächst unter dem Namen Weekly Mail von ehemaligen Journalisten der Zeitungen Rand Daily Mail und Sunday Express gegründet, die zuvor eingestellt worden waren. Die ursprünglichen Anteilseigner waren Journalisten, Akademiker und Geschäftsleute, die sich jeweils mit mehreren tausend Rand beteiligten. Aus der liberalen Tradition ihrer Vorgänger kommend kam es schon bald aufgrund ihrer Kritik an der Apartheid zu Konflikten mit der damaligen Regierung, was 1988 zu einem zeitweiligen Erscheinungsverbot führte. Vom 20. Juni bis zum 4. September 1990 erschien die Zeitung täglich als The Daily Mail, kehrte aber aus finanziellen Gründen zur wöchentlichen Erscheinungsweise zurück.
1991, in der Übergangsphase zum neuen demokratischen Südafrika, deckte Weekly Mail zusammen mit The Guardian den sogenannten „Inkathagate“-Skandal auf, bei dem zum Vorschein kam, dass vom Budget für die Streitkräfte ein Teil zur finanziellen Unterstützung der Inkatha Freedom Party abgeleitet worden war, um diese gegenüber dem African National Congress vermeintlich zu stärken. Diese Zusammenarbeit markierte auch den Beginn des Einstiegs von The Guardian als Anteilseigner der finanziell kränkelnden Zeitung, die ab 1992 als Weekly Mail & Guardian erschien. 1995 übernahm der Guardian schließlich die Mehrheit an der Zeitung, die anschließend ihren heutigen Namen erhielt. 2002 verkaufte The Guardian die Mehrzahl seiner Anteile an Ncube.
Anfang 1994 ging Mail & Guardian als erste afrikanische Nachrichtenseite im Internet online.